# Давыденко, Валентин Иванович
Валентин Иванович Давыденко (3 ноября 1925, с. Семиозёрка, Петропавловский уезд, Акмолинская губерния) — советский и украинский певец, (лирический тенор). Заслуженный артист Латвийской ССР (1958), Заслуженный артист РСФСР (1973).

## Биография
Участник Великой Отечественной войны. 
В 1953 году окончил Московский музыкально-педагогический  институт им. Гнесиных.
Работал солистом Ансамбля песни и пляски Прибалтийского военного округа (Рига, 1955—1963), Заслуженного ансамбля песни и пляски «Донбасс» (Донецк, 1963—1966 и 1971—1982), Ансамбля песни и пляски Северое-Кавказского военного округа (Ростов-на-Дону, 1967—1971).
Участвовал во Всесоюзных конкурсах вокалистов в Москве (1973) и Ленинграде (1980).
Исполнял песни отечественных авторов, украинские и русские народные песни, арии из опер.
Гастролировал в Польше и Ираке.